# Hesperia ruricola
Hesperia ruricola is een vlinder uit de familie van de dikkopjes (Hesperiidae). De wetenschappelijke naam van de soort is voor het eerst geldig gepubliceerd in 1852 door Jean Baptiste Boisduval. Deze naam wordt wel beschouwd als een synoniem van Euphyes vestris (Boisduval, 1852).